# Amistad (Texas)
Amistad è un census-designated place (CDP) degli Stati Uniti d'America della contea di Val Verde nello Stato del Texas. La popolazione era di 53 abitanti al censimento del 2010. È stato creato per distacco dal CDP di Box Canyon-Amistad.

## Geografia fisica
Amistad è situata a 29°31′28″N 101°09′11″W (29.5245, -101.1531).
Secondo lo United States Census Bureau, il CDP ha una superficie totale di 3,91 km², dei quali 3,91 km² di territorio e 0 km² di acque interne (0% del totale).

## Società

### Evoluzione demografica
Secondo il censimento del 2010, la popolazione era di 53 abitanti.

### Etnie e minoranze straniere
Secondo il censimento del 2010, la composizione etnica del CDP era formata dall'86,79% di bianchi, lo 0% di afroamericani, lo 0% di nativi americani, l'1,89% di asiatici, lo 0% di oceanici, l'11,32% di altre razze, e lo 0% di due o più etnie. Ispanici o latinos di qualunque razza erano il 26,42% della popolazione.